# Susie Wiles
Susan Summerall Wiles (14 mei 1957) is een Amerikaanse politiek adviseur die medevoorzitter was van de succesvolle presidentscampagne 2024 van Donald Trump, nadat ze eerder had gewerkt aan zijn campagne in 2016 en de campagne van Ronald Reagan in 1980. Na diens verkiezing tot president werd ze door Trump gekozen als 32e stafchef van het Witte Huis in de tweede regering-Trump, die in januari 2025 van start ging. Ze is de eerste vrouw die deze functie bekleedt.